# Horace Mann School

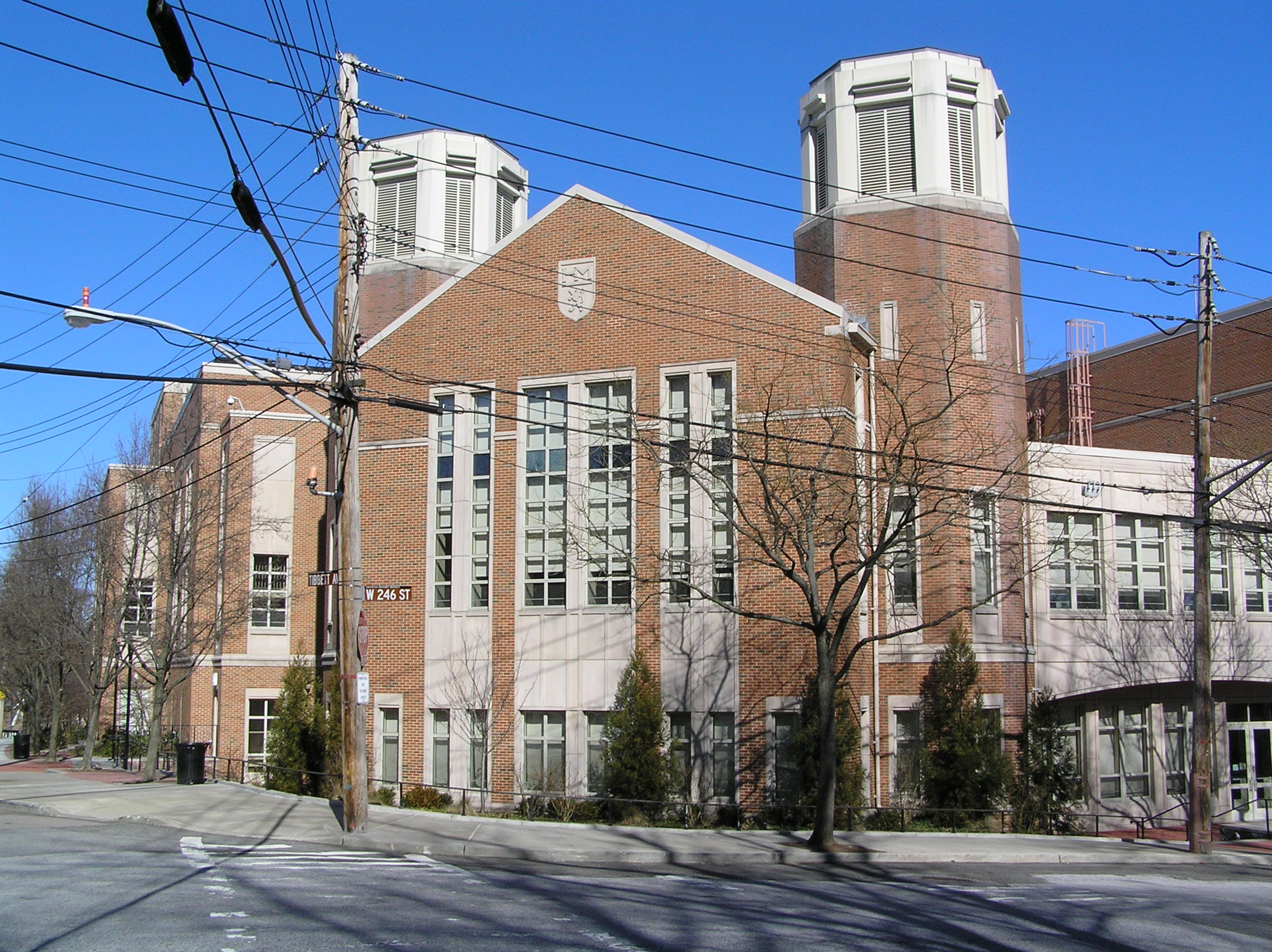
Haupteingang der Horace Mann School

Die Horace Mann School (auch bekannt als Horace Mann oder HM) ist eine 1887 gegründete US-amerikanische private College-Vorbereitungsschule in der Bronx. Horace Mann ist Mitglied der Ivy Preparatory School League und unterrichtet Schüler aus dem Großraum New York vom Kindergarten bis zur zwölften Klasse. Die Upper, Middle und Lower Divisions befinden sich in Riverdale, einem Stadtteil der Bronx, während sich der Kindergarten in Manhattan befindet. Ein Außenstandort befindet sich in Washington, Connecticut.
In Rankings wird Horace Mann als eine der führenden Privatschulen des Landes gelistet. Die Schulgebühren lagen für das akademische Jahr 2024/25 zwischen 46.000 und 64.000 US-Dollar.

## Geschichte
Die Schule wurde 1887 von Nicholas Murray Butler als Teil des Teachers College der Columbia University als experimentelles Lernumfeld gegründet. Der erste Standort befand sich im Greenwich Village. Die Schule zog 1901 in die 120th Street in Morningside Heights um. Die Schule teilte sich in eine Männer- und eine Frauenschule auf. 1914 zog die Jungenschule in die 246th Street in Riverdale in der Bronx um. Die Mädchenschule blieb am Teachers College, fusionierte 1940 mit der Lincoln School und wurde 1946 geschlossen. Horace Mann wurde 1947 von der Columbia University und dem Teachers College unabhängig und wurde nach dem Politiker und Pädagogen Horace Mann benannt.
Die New York School for Nursery Years (1954 in der 90th Street in Manhattan gegründet) wurde 1968 in die Horace Mann School for Nursery Years umgewandelt und war gemischtgeschlechtlich. 1972 fusionierte die Horace Mann School mit der Barnard School for Boys in Riverdale, um die Horace Mann-Barnard Lower School für den Kindergarten bis zur sechsten Klasse zu bilden, die sich auf dem ehemaligen Campus der Barnard School befand. Zu diesem Zeitpunkt war nur die Unterstufe gemischt. 1975 wurden wieder Mädchen nach fast 60 Jahren getrennter Schulbildung  in die Oberstufe der Horace Mann High School aufgenommen.

### Berichte über sexuellen Missbrauch
Am 6. Juni 2012 veröffentlichte das New York Times Magazine einen Artikel eines ehemaligen Schülers, in dem er von sexuellem Missbrauch von Schülern durch Lehrkräfte der Schule berichtete. Die Vorfälle ereigneten sich in den 1970er, 1980er und 1990er Jahren. Gegen 22 Lehrer wurden Vorwürfe des sexuellen Missbrauchs erhoben, in der großen Mehrheit der Fälle von Männern. Im April 2023 berichtete die New York Times, dass die Schule eine Einigung mit 27 der 37 Schüler erzielt hat, die missbraucht wurden. Die Schule entschuldigte sich am 24. Mai offiziell und verkündete Maßnahmen zum Schutz der aktuellen und künftigen Schüler vor Missbrauch eingeführt zu haben.

## Bekannte Absolventen
- William Barr, Jurist und US-Justizminister
- Alex Berenson, Schriftsteller
- Donald M. Blinken, Diplomat und Vater von Antony Blinken
- Robert A. Caro, Journalist und Autor
- Roy Cohn, Anwalt
- Ira Cohen, Dichter, Fotograf und Filmemacher
- Peter R. Deutsch, Politiker
- Martin Duberman, Historiker
- Carl Gershman, Präsident des National Endowment for Democracy
- Henry Geldzahler, Kurator und Kunsthistoriker
- Bill Green, Politiker
- Marsha Hunt, Schauspielerin
- Jack Kerouac, Schriftsteller
- Ira Levin, Drehbuchautor und Schriftsteller
- James Murdoch, Medienunternehmer
- Donald Newhouse, Unternehmer und Verleger
- S. I. Newhouse junior, Unternehmer und Verleger
- Nelson Peltz, Hedgefonds-Manager
- John Searle, Philosoph
- James R. Schlesinger, US-Verteidigungsminister und CIA-Direktor
- Barry Scheck, Anwalt
- Gil Shaham, Violinist
- Eliot Spitzer, Politiker und Gouverneur von New York
- Arthur Hays Sulzberger, Journalist
- William Carlos Williams, Dichter